# Сельское поселение Ура-Губа
Се́льское поселе́ние Ура-Губа — муниципальное образование в Кольском районе Мурманской области Российской Федерации.
Административный центр — село Ура-Губа.

## История
Статус и границы сельского поселения установлены Законом Мурманской области от 29 декабря 2004 года № 577-01-ЗМО «О статусе, наименованиях и составе территорий муниципального образования Кольский район и муниципальных образований, входящих в его состав»

## Население
| 2010 | 2012 | 2013 | 2014 | 2015 | 2016 | 2017 |
| ---- | ---- | ---- | ---- | ---- | ---- | ---- |
| 517  | ↘508 | ↘481 | ↘469 | ↘460 | ↘451 | ↘431 |
| 2018 | 2019 | 2020 | 2021 | 2023 |      |      |
| ↘424 | ↘418 | ↘405 | ↘358 | ↘351 |      |      |

## Состав сельского поселения
| № | Населённый пункт | Тип населённого пункта       | Население |
| - | ---------------- | ---------------------------- | --------- |
| 1 | Ура-Губа         | село, административный центр | ↘351      |

В состав поселения входил посёлок Порт-Владимир,  упразднённый в 2007 году